# FBC Melgar
Foot Ball Club Melgar, często zwany FBC Melgar, lub po prostu Melgar jest peruwiańskim klubem piłkarskim z siedzibą w mieście Arequipa, założonym w roku 1915.

## Osiągnięcia

### Krajowe
- Primera División

| zwycięstwo (2):     | 1981, 2015 |
| drugie miejsce (2): | 1983, 2016 |

## Historia
Melgar założony został 25 marca 1915 przez grupę entuzjastów futbolu z Arquipy.
Klub zadebiutował pierwszej lidze peruwiańskiej (Campeonato descentralizado) już w 1919 w Limie. W 1966 grał już w prawdziwych ogólnonarodowych mistrzostwach, gdy do mistrzostw dopuszczone zostały cztery kluby spoza Limy i Callao. Melgar wygrał mistrzostwa Descentralizado w 1981 roku, a potem w 1983 także wygrał ligę, jednak w tym roku 6 najlepszych drużyn ligi rozegrało dodatkowy turniej decydujący o mistrzostwie, w którym Melgar zajął drugie miejsce.

## Stadion
Starym stadionem klubu jest Estadio Melgar mogący pomieścić 20 000 widzów. W roku 1990 oddano do użytku nowy stadion, znacznie potężniejszy Estadio de la Universidad Nacional San Agustín z 60 000 miejsc.